# Chrysops subcaecutiens
Chrysops subcaecutiens är en tvåvingeart som beskrevs av Luigi Bellardi 1859. Chrysops subcaecutiens ingår i släktet Chrysops och familjen bromsar. Inga underarter finns listade i Catalogue of Life.